# Bronisław Dankowski
Bronisław Kazimierz Dankowski (ur. 22 sierpnia 1944 w Opatówku, zm. 2 grudnia 2020) – polski polityk, działacz związkowy, poseł na Sejm III i IV kadencji.

## Życiorys
W 1971 ukończył liceum ogólnokształcące. Od 1968 do 1973 pracował jako kontroler w Średzkim Przedsiębiorstwie Przemysłu Metalowego. Następnie, do 1992 był kierownikiem w Przedsiębiorstwie Gospodarki Komunalnej i Mieszkaniowej we Wrześni. W latach 1992–1997 prowadził działalność gospodarczą.
Od 1965 do 1974 należał do Związku Zawodowego Metalowców. W 1974 został członkiem zarządu krajowego Związku Zawodowego Pracowników Gospodarki Komunalnej i Terenowej.
Od 1972 do rozwiązania należał do Polskiej Zjednoczonej Partii Robotniczej. W 1990 wstąpił do Socjaldemokracji Rzeczypospolitej Polskiej, a w 1999 do Sojuszu Lewicy Demokratycznej. Z ramienia tej partii od 1997 do 2005 sprawował mandat posła na Sejm III i IV kadencji z okręgów poznańskiego i konińskiego.
W 2005 nie został ponownie wybrany. W 2006 i 2010 był wybierany do rady miejskiej Wrześni, w 2014 nie uzyskał reelekcji. W 2018 był kandydatem SLD Lewica Razem do sejmiku wielkopolskiego.
Pochowany na cmentarzu komunalnym we Wrześni.

## Odznaczenia
W 1996 otrzymał Złoty Krzyż Zasługi.